# Il caso Bluelady
 Il caso Bluelady è un romanzo poliziesco dello scrittore statunitense James Patterson e fa parte di una serie di romanzi sul detective Alex Cross. 

## Trama
Alex Cross, profiler di fama nazionale, sta per lasciare il dipartimento di polizia di Washington Dc per dedicarsi alla famiglia, alla anziana nonna ed ai figli. Ma il suo amico storico Sampson, partner nella polizia, gli chiede aiuto, e non per un semplice caso. Un ex commilitone di Sampson, il sergente Cooper, è stato accusato di aver contribuito all'assassinio di alcune donne, mogli di militari americani. I delitti sono efferati e il particolare che lascia inorriditi gli inquirenti è il volto delle vittime: dipinto completamente di blu con della vernice. Le prove sono tutte a carico di Cooper e sono fin troppo perfette per essere credibili. I due detective iniziano così ad indagare ma si troveranno davanti il muro del silenzio militare, colpi di scena imprevisti e pericoli imminenti, fino a giungere ai veri assassini, che si definiscono “i tre topolini ciechi”,